# Signed, Sealed and Delivered
Pour les articles homonymes, voir Signed, Sealed, Delivered (homonymie).
Albums de Stevie Wonder
My Cherie Amour
(1969) Where I'm Coming From
(1971)
Signed, Sealed & Delivered est un album studio de Stevie Wonder, paru le 7 août 1970. Il s'agit du premier album que produit Stevie Wonder.

## Titres
1. Never Had a Dream Come True (Wonder, Henry Cosby, Sylvia Moy) – 3:13
2. We Can Work It Out (Lennon, McCartney) – 3:19
3. Signed, Sealed, Delivered I'm Yours (Lee Garrett, Lula Mae Hardaway, Wonder, Syreeta Wright) – 2:39
4. Heaven Help Us All (Ron Miller) – 3:13
5. You Can't Judge a Book By Its Cover (Wonder, Cosby, Moy) – 2:32
6. Sugar (Ivy Jo Hunter, Wonder, Doris McNeil) – 2:52
7. Don't Wonder Why (Leonard Caston) – 4:54
8. Anything You Want Me To Do (Stevie Wonder, Don Hunter, Paul Riser, Lula Hardaway) – 2:19
9. I Can't Let My Heaven Walk Away (Wonder) – 2:19
10. Joy (Takes Over Me) (Joy Browner) – 2:12
11. I Gotta Have a Song (Stevie Wonder, Don Hunter, Paul Riser, Lula Hardaway) – 2:32
12. Something to Say (Wonder, Don Hunter) – 3:26

## Singles
- Signed, Sealed, Delivered I'm Yours (3 juin 1970) (US Pop: #3; US R&B: #1; UK Singles : #15)
- Heaven Help Us All (1970) (US Pop: #9; US R&B: #2; UK Singles: #29)
- We Can Work It Out (1971) (US Pop: #13; US R&B: #3; UK Singles: #27)